# Phyllia triangularia
Phyllia triangularia là một loài bướm đêm trong họ Geometridae.